# Южное Касаи
Горнорудное государство Южное Касаи (фр. État minier du Sud-Kasaï) — самопровозглашённое государственное образование, существовавшее на территории современной Демократической Республики Конго в начале 1960-х годов, в начальный период Конголезского кризиса.

## Предыстория появления

### Колонизация Конго и стремление к независимости
Колониальное господство в Конго установилось в конце XIX века. Король Бельгии Леопольд II, разочарованный отсутствием у страны международного влияния и престижа, попытался убедить собственное правительство поддержать колониальную экспансию в мало изученном тогда бассейне реки Конго. Его апатичность в отношении этой идеи заставила монарха в конечном счёте создать колонию за свой счёт. В 1885 году, при поддержке ряда западных стран, которые рассматривали Бельгию в качестве полезного буфера между соперничающими колониальными державами, Леопольд получил международное признание колонии под названием Свободное государство Конго. Однако в начале века произвол должностных лиц в отношении коренных жителей привел к интенсивному дипломатическому давлению на Бельгию, в результате чего в 1908 году было образовано Бельгийское Конго под контролем центрального правительства.
Бельгийцы правили Конго в соответствии со своими государственными интересами, а также в соответствии с интересами миссионерских организаций и частных компаний. Привилегированность коммерческих интересов бельгийцев означала, что крупные капиталы потекли в Конго и что отдельные регионы стали специализироваться на добыче отдельных ресурсов. Во многих случаях интересы государства и частного бизнеса были настолько тесно связаны, что первое помогало компаниям подавлять забастовки и устранять другие препятствия на пути к обогащению. Колония оказалась разделена на «гнёзда» — иерархически организованные административные подразделения, и, в отличие от англичан и французов, которые в целом поддерживали систему косвенного управления (на государственных постах в основном оставались местные уроженцы), бельгийцы полностью взяли управление колонией в свои руки. Они установили систему расовой сегрегации. Большое количество белых иммигрантов, которые переехали в Конго после окончания Второй мировой войны, происходили из разных социальных слоев, но всегда ставились выше чернокожих.

### Развитие политических партий и националистического движения
Африканское националистическое движение развивалось в Бельгийском Конго с 1950-х годов, в первую очередь среди évolués — местной элиты в лице «белых пиджачков». Движение было разделено на несколько партий и групп, которые были разделены по этническому и географическому признаку и зачастую были противопоставлены друг другу. Крупнейшее националистическое движение — Национальное движение Конго (фр. Mouvement national Congolais, MNC) — было единой организацией, нацеленной на постепенное достижение независимости страны. Среди учредителей Союза были Патрис Лумумба, Сирил Адула и Жозеф Илео, но другие политики обвиняли партию в излишней умеренности. Лумумба стал ведущей фигурой в MNC, и к концу 1959 года оно включало в себя 58 000 членов.
Основным конкурентом MNC был Альянс Баконго (фр. Alliance des Bakongo, ABAKO) во главе с Жозефом Касавубу, который занимал более радикальную позицию, призывая к немедленной независимости и продвижению региональной идентичности. Идеология АБАКО утверждала, что независимое Конго должно быть государством баконго и наследником «великого доколониального Конго». Третьей по значимости партией была Конфедерация племенных объединений Катанги (фр. Confédération des Associations Tribales du Katanga, КОНАКАТ), возглавляемая прозападными антикоммунистами Моизом Чомбе и Годфруа Мунонго. КОНАКАТ выступала за федерализм и представлял преимущественно южную провинцию Катанга. К ним присоединился ряд более мелких партий и организаций, самыми авторитетными и важными из которых были радикальная «Партия африканской солидарности» (ПАС) и «Альянс Байанзи» (АБАЗИ).
Хотя MNC была самой крупной из африканских националистических партий, внутри неё было множество фракций, которые имели различные позиции по ряду вопросов. Особенно поляризованными были позиции умеренных évolués и более радикального большинства партии. Радикальная фракция во главе с Илео и Альбером Калонджи откололась от MNC в июле 1959 года, но это не вызвало массового исхода членов партии. Фракция Калонджи получила неофициальное наименование MNC-K (MNC-Калонджи), а большинство во главе с Лумумбой — MNC-L (MNC-Лумумба, соответственно). Центром сторонником Лумумбы стал Стэнливиль на северо-востоке страны, а сторонники Калонджи в основном базировались в землях народа Луба и в южном городе Элизабетвиль.

### Ситуация в Касаи
Среди наследия колониального правления особо выделяется произвольное разделение населения на новые этно-социальные группы. Несмотря на общий язык (чилуба) и общую культуру, колонизаторы считали, что жители района реки Лулуа этнически отличаются от балуба, и окрестили их «Бена Лулуа», то есть «племя лулуа». Бельгийцы считали балуба более умными, трудолюбивыми и открытыми прогрессу людьми, нежели лулуа, которые, по их мнению, были более реакционны, замкнуты и глупы. Из-за этого с 1930-х годов власти стали относиться к ним по разному, ставя балуба выше их сородичей и назначая местных вождей из их числа.
В 1950-х годах бельгийцы стали опасаться, что рост новой могущественной элиты среди балуба станет угрозой колониальному господству королевства и приняли решение о начале поддержки лулуа. Это ещё больше способствовало росту этнической поляризации между ними. В 1959 году враждебность отношений достигла апогея после того, как от колонизаторов поступило предложение переселить балуба, живших на территории реки Лулуа, на земли их племени, которые были менее плодородны. Из-за этого между новообразованными этническими группами вспыхнули ожесточённые столкновения. В 1959 году недовольные балуба устроили демонстрацию с целью остановить процесс переселения, однако она была жёстко подавлена колониальными вооружёнными силами и жандармерией.
В мае 1960 года, незадолго до провозглашения независимости бельгийцы устроили в колонии всеобщие выборы. На колониальном уровне они привели к победе MNC-L с относительным большинством голосов. Патрис Лумумба был провозглашён премьер-министром страны, а его противник из ABAKO Жозеф Касавубу — президентом. В провинции Касаи выборы 1960 года выродились в «плебисцит против балуба» поскольку здесь большинство удалось взять MNC-K, которые, вместе с тем, не получили контроль над правительством провинции. Вместо этого Лумумба поставил во главе Касаи Бартелеме Мукенге из лулуа, в то время как Альбер Калонджи не получил даже важного места в министерстве, отклонив второстепенную должность министра сельского хозяйства. Его сторонники, которые чувствовали себя отвергнутыми и маргинализированными центральным правительством, начали поддерживать альтернативные политические силы. Среди прочих была партия Моиза Чомбе «Конфедерация племенных объединений Катанги» (фр. Confédération des associations tribales du Katanga, CONAKAT) из соседней Катанги, которая наиболее решительно выступала против Лумумбы из-за своей позиции о необходимости установления максимально федеративного строя. Являющиеся сторонниками такой концепции калонджисты поддерживали именно CONAKAT, а не представляющую в провинции Катанга племя балуба партию «Генеральная ассоциация Балуба в Катанге» (фр. Association Générale des Baluba du Katanga, BALUBAKAT) во главе с Джейсоном Сендве, которая выступала за сильную центральную власть. Таким образом, сторонники Калонджи, которые считали, что действуют от имени всех балуба провинции Касаи, стали враждовать с балуба из Катанги, одновременно не сумев заручиться полной поддержкой CONAKAT, многие из которых были настроены враждебно к другим расам и поддерживали только свою.

## История
30 июня 1960 года состоялось провозглашение независимости Республики Конго (Леопольдвиль). За неделю до этого нижняя палата парламента собралась в Леопольдвиле чтобы рассмотреть кабинет Лумумбы и вынести ему вотум доверия. Во время заседания Калонджи, как избранный депутат, подверг резкой критике предложенный Лумумбой кабинет, выразив недовольство отсутствием консультаций при его составлении с ним и его партией. Тогда же он заявил, что гордится тем, что его не включили в это «антибалубское» и «антибаштоке» (племенная группа в союзе с балуба) правительство, которое уже не раз проявляло откровенное пренебрежение желаниями народа Касаи. Одновременно он заявил о своём намерении призвать всех представителей балуба и баштоке воздержаться от участия в нём и предпринять шаги к формированию собственного суверенного государства с центром в Бакванге.
26 июня представители MNC-K обратились в парламент Леопольдвиля с просьбой мирно разделить провинцию Касаи по линиям, предложенным Калонджи. Это предложение потребовало бы изменения конституции страны. Так как законодательный орган, принимавший данное решение, был разделён между представителями фракций Лумумбы и Касавубу, в связи с чем никакого соглашения по разделению достичь не удалось.
После провозглашения независимости по всей стране усилилась давняя этническая напряжённость и по новой вспыхнули этнические конфликты. Большая часть племён обратилась против балуба, что привело к ряду жестоких столкновений. 3 июля центральное правительство отдало приказ арестовать Калонджи и лидеров MNC-K. Это вызвало массовые беспорядки в Лулуабурге. Несмотря на то, что в январе 1960 года сторонники Калонджи отвергли предложения о репатриации балуба в провинцию, 16 июля они изменили свою позицию и официально призвали их вернуться на «родину». По первоначальному плану MNC-K, провинция должна была быть разделена на две части для организации квазиавтономного правительства под руководством представителей партии. Эта провинция получила название «Федеративное государство Южное Касаи» (фр. État fédératif du Sud-Kasaï). Однако достаточно быстро Калонджи понял, что хаос в остальной части Конго может быть использован для одностороннего отделения и провозглашения полной независимости. Он окончательно уверился в возможности этого предприятия когда 11 июля 1960 года Моиз Чомбе провозгласил независимость государства Катанга. В начале августа Калонджи отправился туда. Находясь в Катанге, 8 августа 1960 года он заявил, что регион должен быть разделён любой ценой.
9 августа 1960 года Калонджи объявил, что Юго-Восток провинции Касаи отныне называется «Горнорудное государство Южное Касаи» (фр. État minier du Sud-Kasaï) или «Автономное государство Южное Касаи». Официальное название при этом не было установлено: наряду с «Горнорудное государство» и «Автономное государство» использовались такие названия как «Провинция луба» (фр. Province muluba) или «Горнорудная провинция» (фр. Province minier). Использование слова «государство» было намеренно двусмысленным. Это позволило Калонджи избежать уточнения, претендует ли Южное Касаи на независимость как национальное государство в подражание Катанге или остаётся провинцией в составе Конго.
12 апреля 1961 года собрание представителей благородных семейств провозгласило отца Калонджи мулопве (монархом) Южного Касаи. Новый монарх тут же отрёкся в пользу сына, который теперь стал править Южным Касаи как мулопве Альбер I Калонджи. 16 июля Калонджи отказался от статуса монарха, однако сохранил за собой титул мулопве, и изменил своё имя на Альбер I Калонджи Дитунга.
На этом этапе сепаратистов поддерживали бельгийские горнодобывающие компании, заинтересованные в сохранении контроля над шахтами, а также Франция и ЮАР.
После четырёх месяцев кровавых боёв войска центрального конголезского правительства захватили Южное Касаи и 30 декабря 1961 года арестовали Альбера Калонджи. Южное Касаи объединилось с Республикой Конго.
7 сентября 1962 года, сбежав из заключения, Альбер Калонджи попытался создать новое правительство Южного Касаи, но оно просуществовало менее месяца.
Для пресечения дальнейших сепаратистских попыток Жозеф Мобуту, придя к власти, разделил Южное Касаи на ряд более мелких административных единиц.